# Џералд Асамоа
Џералд Асамоа (Мампонг, 3. октобар 1978) бивши је немачки фудбалер.
На репрезентативном плану, освојио је сребрну медаљу на Светском првенству 2002. и бронзану медаљу на Светском првенству 2006. са Немачком.